# ضد وحيد النسيلة

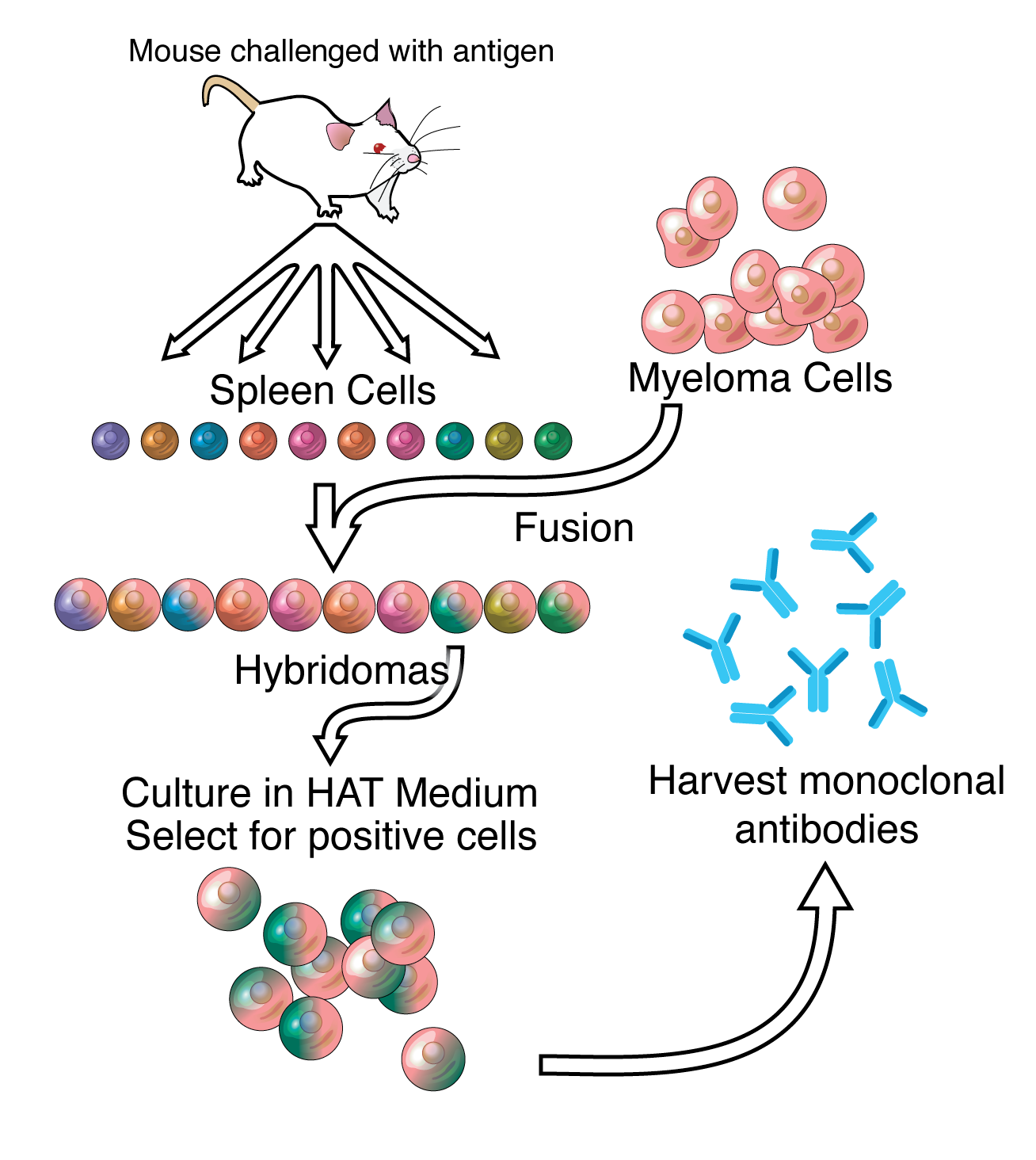
تمثيل عام ل"الأساليب المُستخدمة" في إنتاج الأجسام المُضادة.

جسم ضدي أحادي النسيلة أو ضد وحيد النسيلة أو أجسام مضادة أحادية الاستنساخ أو الأجسام المضادة وحيدة النسيلة (بالإنجليزية: Monoclonal antibody)، نوع خاص من الجزئيات البروتينية ينتج في المختبر. هنالك أنواع من المضاد الوحيد النسيلة، تنتجها ـ بصورة طبيعية ـ أجهزة المناعة في الإنسان والحيوان، عندما تهاجم المواد الخارجية (مثل البكتيريا والفيروسات) الجسم. وتستطيع الأجسام المضادة في الدم إبطال مفعول هذه المواد بالالتصاق بمستضداتها. والأجسام المضادة الطبيعية في الدم خليط من عدة أجسام مضادة، تتفاعل مع كثير من المستضدات؛ وبالتالي تعمل بمثابة خط دفاع أمامي للجسم ضد المرض. أما محلول المضاد الوحيد النسيلة فيعمل ضد مستضد معين، ويمكن أن يصنع بكميات كبيرة، يبشر بالنجاح في مجال البحوث الطبية.

## الإنتاج
يتم إنتاج المضاد الوحيد النسيلة في أنبوب اختبار، أو وعاء لزراعة البكتيريا، وذلك بدمج خلية ورمية مع نوع من خلايا الدم البيضاء يسمى الخلية البائية. والنتيجة هي خلية مهجنة تسمى الهجينومة. ولها خصائص كل من الخلية الورمية والخلية البائية. وتنتج الهجينومة، مثلها مثل الخلية البائية، جسمًا مضادًا معينًا. وتستطيع الهجينومة، مثلها مثل الخلية الورمية، النمو، وإعادة الإنتاج غير المحدّد في المختبر. وتنتج الهجينومة خلايا متشابهة تسمى نسائل (خلايا التّكاثر) وهي بدورها تستطيع العيش في المختبر، وتنتج كميّات كبيرة من المضادات الوحيدة النسيلة، والتي ينتج أغلبُها من خلايا حيوانات المختبر وهي الفئران عادة. وقد تم تطوير المضادات الوحيدة النسيلة البشرية أيضاً.

## الاستخدامات
يستخدم الباحثون المضادات الوحيدة النسيلة لإلصاقها بأنواع مختلفة من الخلايا للتعرف عليها، كما تُستخدم في اختبارات تشخيصية معينة للبكتيريا والفيروسات. مثلاً تستخدم المضادات الوحيدة النسيلة في بعض اختبارات كشف الحساسية لتحديد المادة التي تسبب الحساسية، ويأمل العلماء في استخدام المضادات الوحيدة النسيلة للكشف المبكر عن وجود السرطان. ويمكن «مس» هذه المضادات الوحيدة النسيلة بمادة إشعاعية تساعد الأطباء على تحديد الأورام في حالة وجود خلايا خبيثة قليلة فقط. ولذلك يمكن دمج الأدوية المضادة للسرطان مع المضادات الوحيدة النسيلة لعلاج السرطان حيث يمكنها توصيل هذه الأدوية إلى خلايا السرطان دون إتلاف الأنسجة السليمة المحيطة بها.

مضاد حيوي وحيد النسيلة للفأر (يسار أعلى)، مندمج (يمين أعلى) ومعدل ليناسب الإنسان (يسار أسفل). الأجزاء من الإنسان مبينة باللون البني ، والأجزاء الغير إنسانية فلونها أزرق.

## اقرأ أيضًا
- قائمة الأجسام المضادة وحيدة النسيلة
- تسمية الأجسام المضادة وحيدة النسيلة
- بروتين اندماجي

## وصلات خارجية
- Monoclonal+antibodies في المكتبة الوطنية الأمريكية للطب نظام فهرسة المواضيع الطبية (MeSH).